# ジャン＝バティスト・マルタン
ジャン＝バティスト・マルタン（Jean-Baptiste Martin、1659年 - 1735年10月8日）は、フランスの画家、タペストリーのデザイナーである。戦場をテーマにした絵画を描き、「戦いのマルタン(Martin des Batailles)」の仇名で呼ばれた。

## 略歴
パリで王室建造物局総監（"Bâtiments du Roi"）の指揮下で働く建築家の息子に生まれた。王立絵画彫刻アカデミーのメンバーのローラン・ド・ラ・イールに学び 、製図工として軍事技術者、建築家のセバスティアン・ル・プレストル・ド・ヴォーバンの元で働いた。ル・プレストル・ド・ヴォーバンの推薦で、王立のタペストリー工房（Manufacture des Gobelins）のアダム・フランス・ファン・デル・ミューレンのもとで働くことになった。アダム・フランス・ファン・デル・ミューレンのスタイルを身に着け、1690年にファン・デル・ミューレンが亡くなった後、ソブール・ル・コント(Sauveur Lecomte: 1659–1695)とファン・デル・ミューレンが遺した仕事を完成させ、同年タペストリー工房の所長に任じられた。1695年にル・コントが亡くなった後は、ピエール＝デニ・マルタン(Pierre-Denis Martin: 1663–1742) とともに働いた。ピエール＝デニ・マルタンはジャン＝バティスト・マルタンのいとこか甥か弟であるかは、確かではない。
モンスの戦いやナミュールの戦いなど国王ルイ14世 (在位:1643年-1715年)のもとで勝利した対外戦争を描いた作品を制作し、宮廷画家に任じられた。作品はタペストリーの原画にされた。騎乗姿の人物の肖像画や宮殿を描いた作品もある。

## 作品

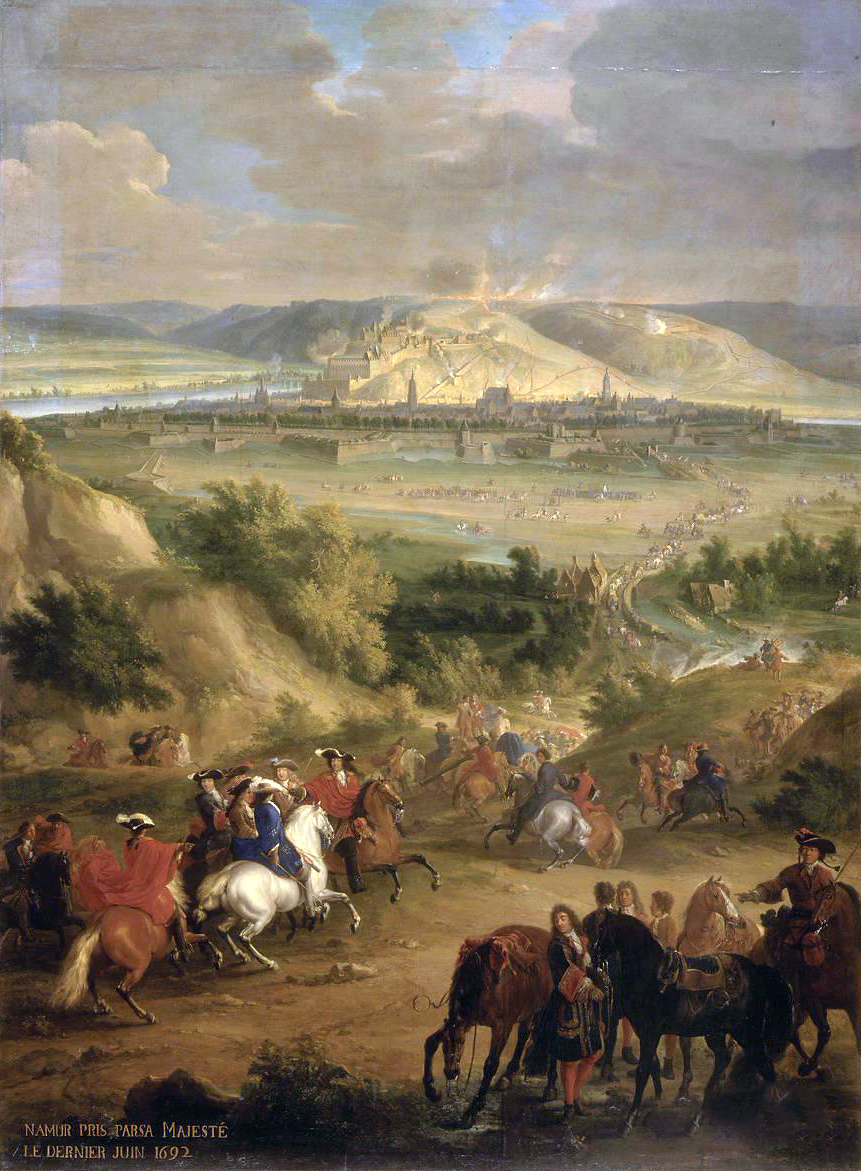
ナミュールの戦い(1693) ヴェルサイユ宮殿
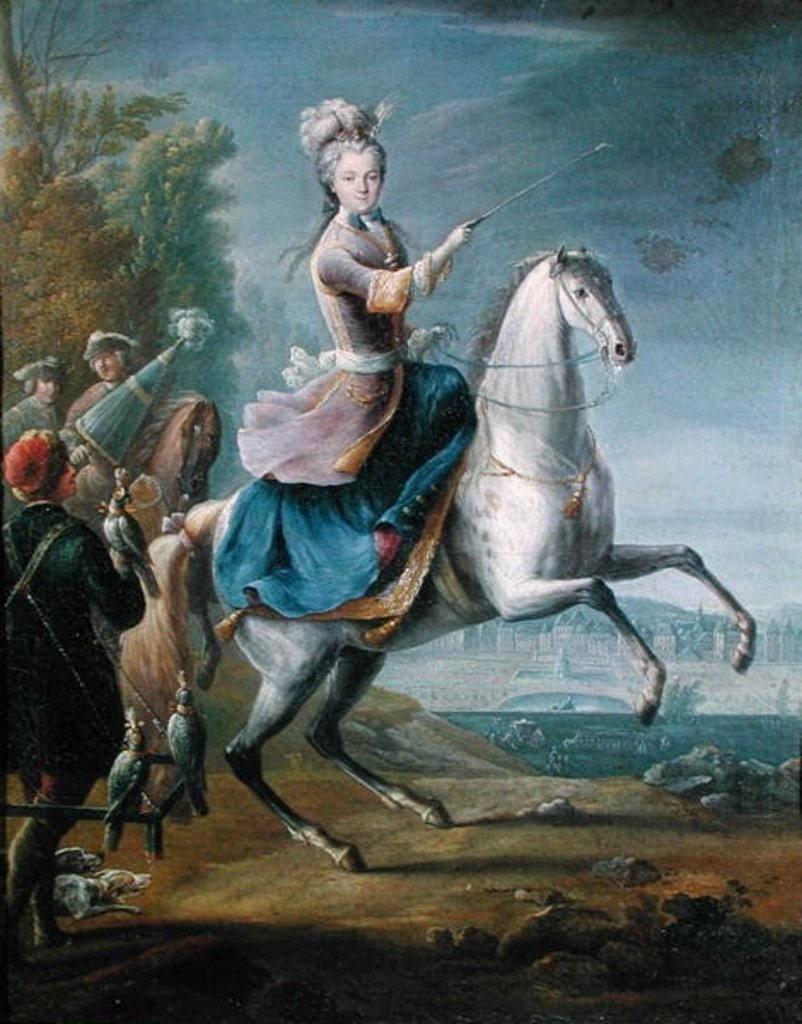
フォンテーヌブロー城の前のマリー・レクザンスカ(c.1725) Musée du Domaine départemental de Sceaux
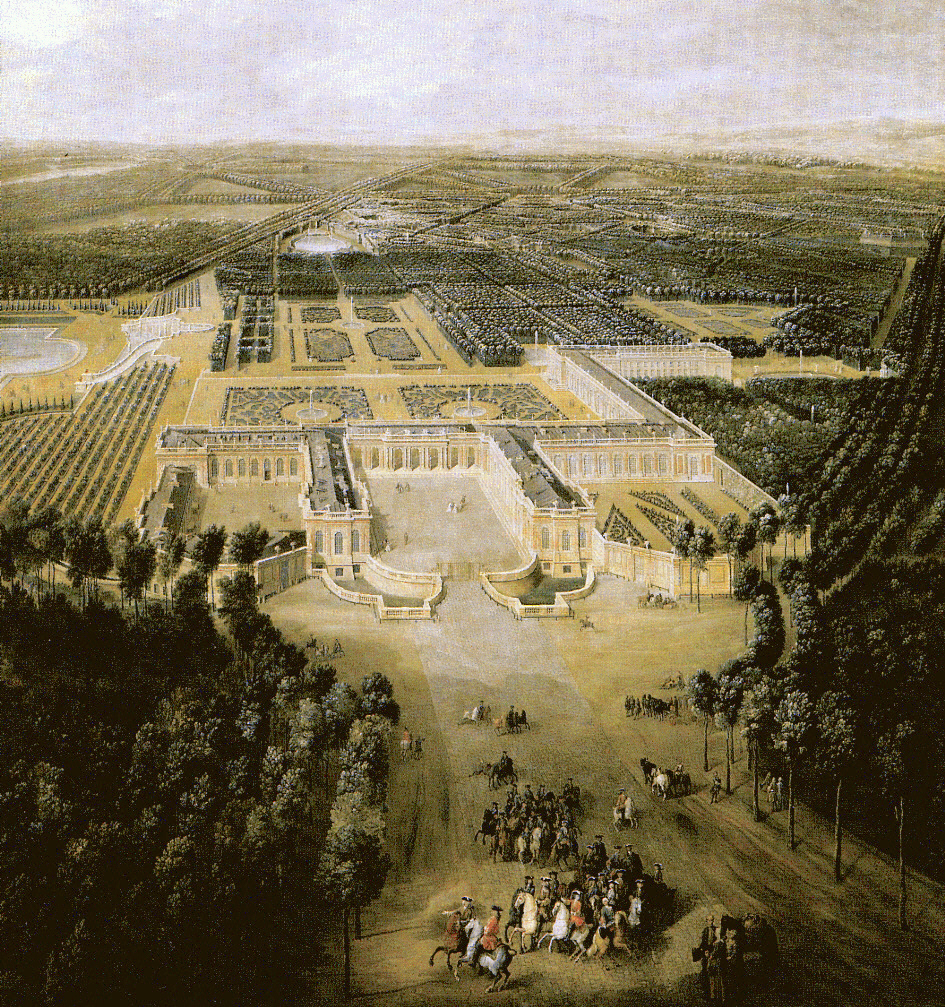
大トリアノン宮殿の眺望　(1724)
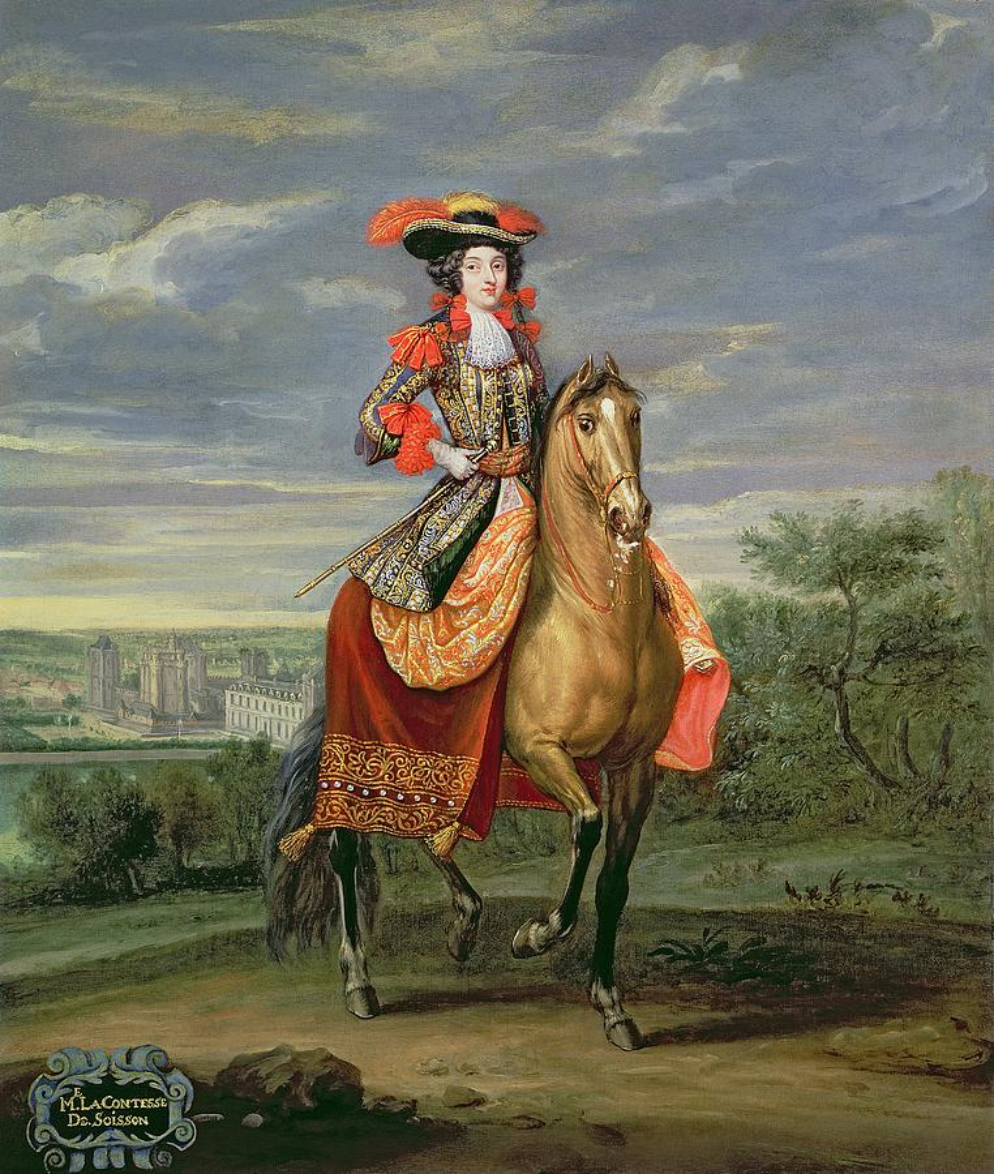
ソワソン伯夫人

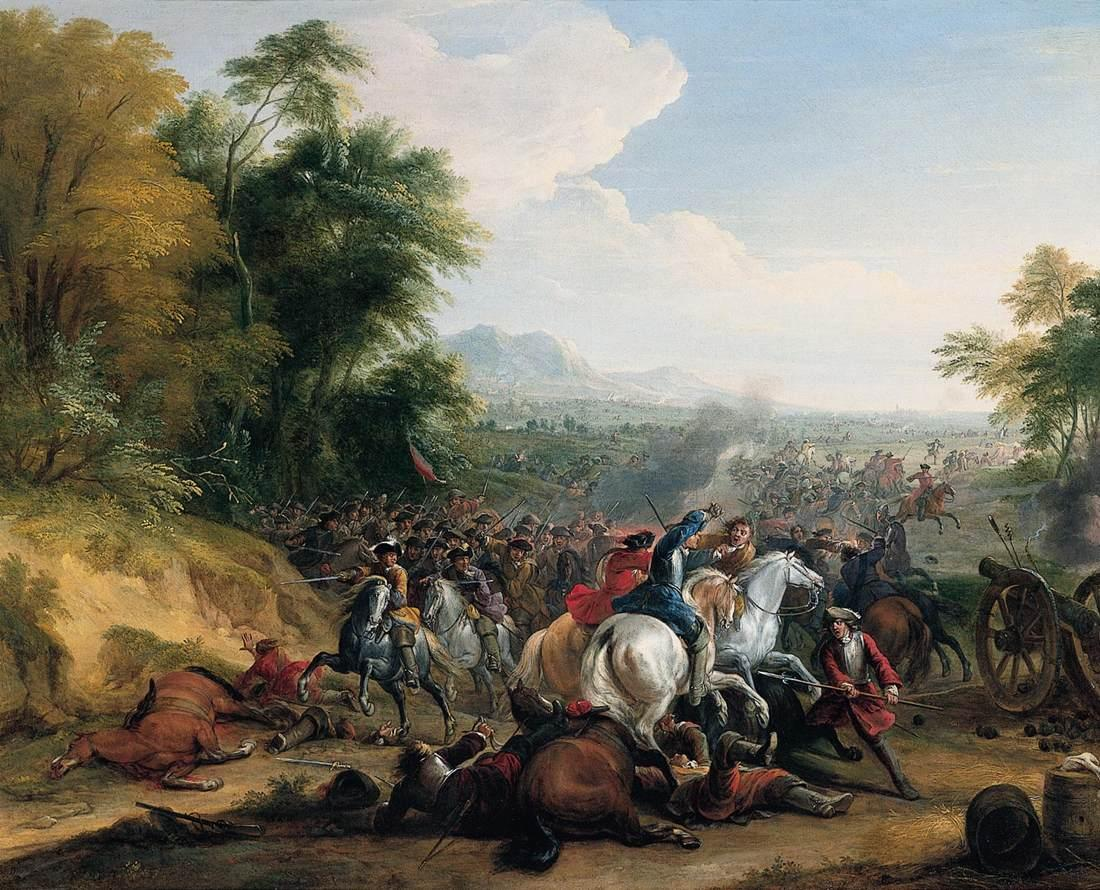
騎兵隊の攻撃、個人蔵
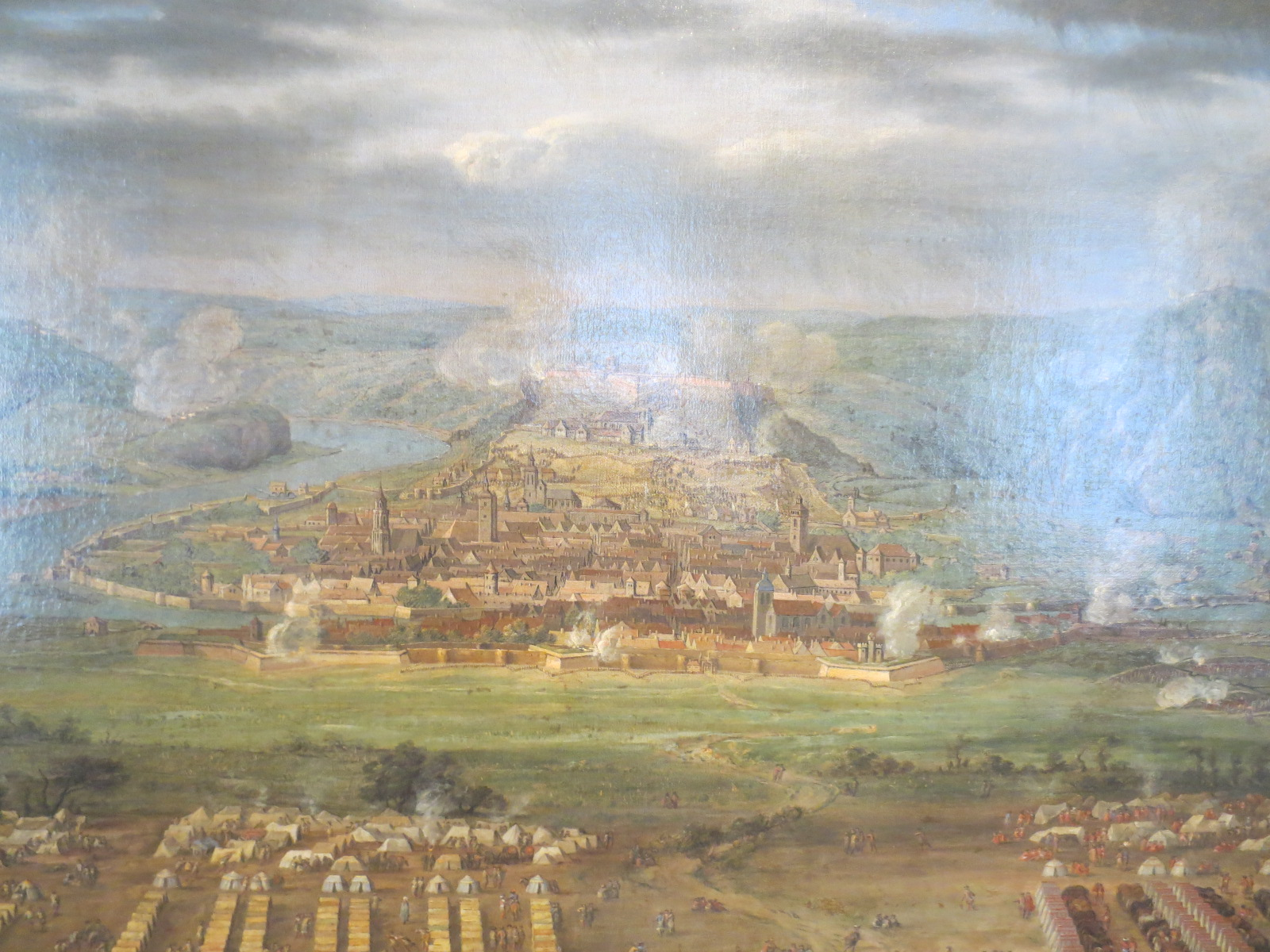
ブザンソン包囲戦
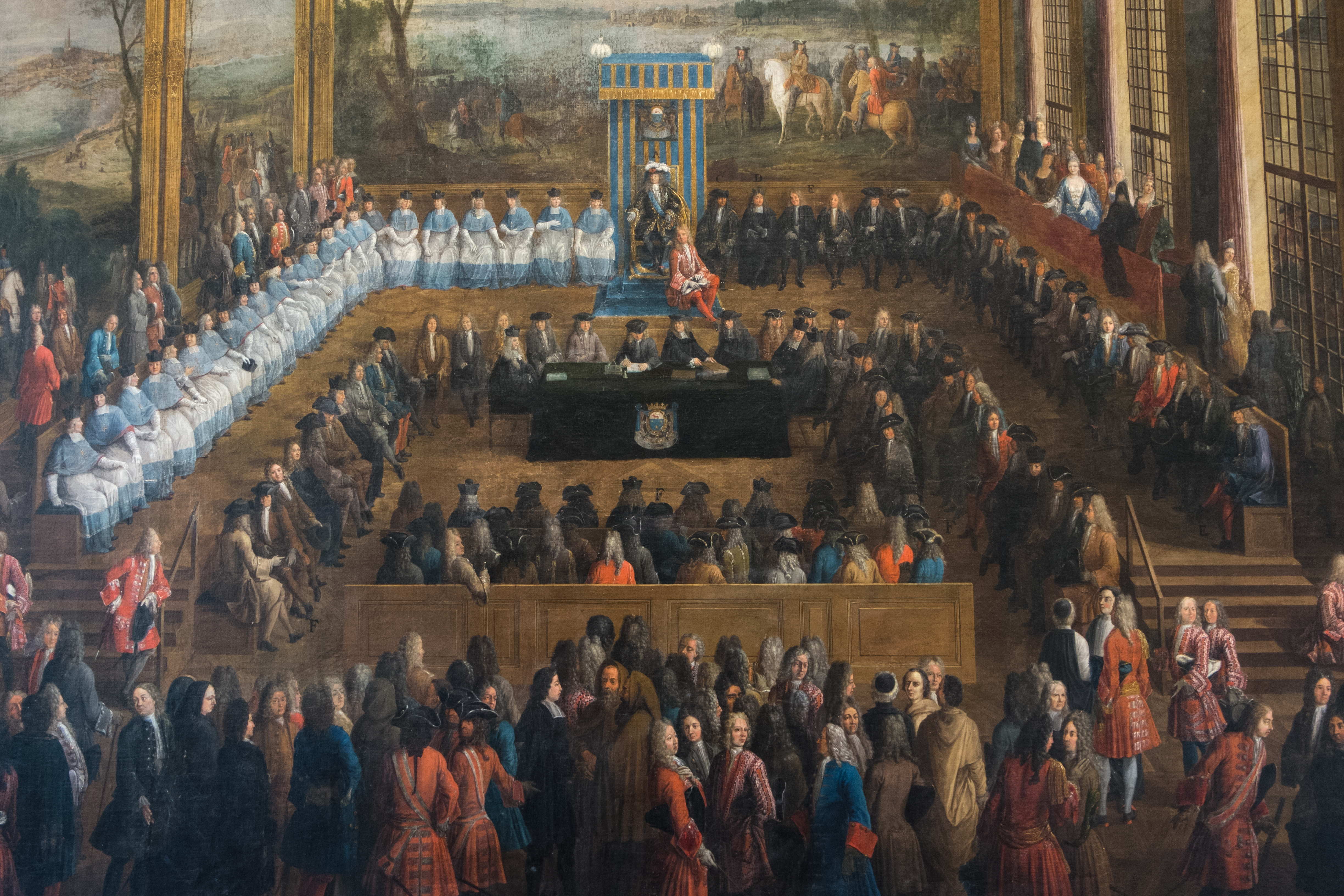
ラングドック州会議